# Peruanische Sardelle
Die Peruanische Sardelle (Engraulis ringens) ist ein kleiner Fisch aus der Ordnung der Heringsartigen. Laut FAO war er 2008 mit 7,4 Millionen Tonnen der weltweit am meisten gefangene Speisefisch, vor dem Alaska-Pollack, dem Atlantikhering und der Tunfischart Echter Bonito mit jeweils um 2,5 Millionen Tonnen.

## Verbreitung und Lebensweise
Die pelagiale Art lebt im südöstlichen Pazifik vorzugsweise in kaltem Wasser in einem Bereich von drei Dutzend bis 180 Kilometern vor den Küsten Perus und Chiles in einer Tiefe von 3 bis 80 Meter. Die Nahrung besteht aus Plankton, in einigen Studien wurde festgestellt, dass Kieselalgen bis zu 98 % der aufgenommenen Nahrung ausmachten. Die Vermehrung der Fische erfolgt in der Zeit von Juli bis September und in kleinerem Ausmaß im Februar/März. Die Peruanische Sardelle ist eine bedeutende Futterquelle für Seevögel.

## Beschreibung
Der Schwarmfisch erreicht eine maximale Länge von 20 Zentimetern und ein Lebensalter von 3 bis 4 Jahren. Der Körper ist langgestreckt und schlank, der Querschnitt ist rund. Die Körperfarbe ist bläulich oder grünlich. Jungfische haben einen silbrigen Streifen auf den Körperseiten, der mit zunehmendem Alter verschwindet. Die Peruanische Sardelle unterscheidet sich durch eine hohe Zahl von Kiemenreusenstrahlen (34 bis 49 auf dem Unterteil des ersten Kiemenbogens) von allen anderen pazifischen Sardellenarten. Die Afterflosse wird von weniger als 22 Flossenstrahlen gestützt.

## Fang und Verwendung
Nach einem größeren Einbruch 1972 durch El Niño haben sich seit Mitte der 1980er-Jahre die Bestände wieder erholt und die Fangmengen jene der 1960er-Jahre erreicht. Der Fang dient weit überwiegend der Produktion von Fischmehl, für das Peru führend im Weltmarkt ist.